# پرسی هنری نوئل لیک
پرسی هنری نوئل لیک (انگلیسی: Percy Lake; ۲۹ ژوئن ۱۸۵۵ – ۱۷ نوامبر ۱۹۴۰) فرد نظامی اهل بریتانیا بود. وی همچنین برندهٔ جوایزی همچون نشان حمام شده‌است.